# Mawel
Mawel est un village de la région du Centre du Cameroun. Il est localisé dans l'arrondissement (commune) de Matomb et le département du Nyong-et-Kéllé.

## Population et société
Mawel comptait 154 habitants lors du dernier recensement de 2005. La population est constituée pour l’essentiel de Bassa.